# От Басен
От Басен (на френски: Hauts-Bassins) е регион на Буркина Фасо с площ 25 343 квадратни километра и население 2 158 541 души (по изчисления за юли 2018 г.). Граничи със съседната на Буркина Фасо държава Мали. Столицата на От Басен е град Бобо Диуласо, разположен на около 350 km югозападно от столицата на Буркина Фасо Уагадугу. Регионът е разделен на 3 провинции Уе, Кенедугу и Тюи.